# Neomochtherus firmus
Neomochtherus firmus är en tvåvingeart som beskrevs av Tsacas 1968. Neomochtherus firmus ingår i släktet Neomochtherus och familjen rovflugor. Inga underarter finns listade i Catalogue of Life.